# Списак председника влада Северне Македоније
Списак председника влада Републике Северне Македоније.

## Председник владе (1945—1953)
| Слика | Име и презиме    | Почетак мандата | Крај мандата | Партија                                                       | Напомена                             |
| ----- | ---------------- | --------------- | ------------ | ------------------------------------------------------------- | ------------------------------------ |
|       | Лазар Колишевски | 16. април 1945  | фебруар 1953 | Комунистичка партија Југославије /Савез комуниста Југославије | I, II, III и IV влада Л. Колишевског |

## ПредседникИзвршног већа(1953—1991)
| Слика | Службеник           | Почетак мандата | Крај мандата  | Партија                     | Напомена                     |
| ----- | ------------------- | --------------- | ------------- | --------------------------- | ---------------------------- |
|       | Лазар Колишевски    | фебруар 1953    | децембар 1953 | Савез комуниста Југославије | V влада Л. Колишевског       |
|       | Љупчо Арсов         | децембар 1953   | 1961          | Савез комуниста Југославије | I и II влада Љ. Арсова       |
|       | Александар Грличков | 1961            | 1965          | Савез комуниста Југославије | Влада А. Грличкова           |
|       | Никола Минчев       | 1965            | 1968          | Савез комуниста Југославије | I и II влада Н. Минчева      |
|       | Ксенте Богоев       | 1968            | 1974          | Савез комуниста Југославије | I, II и III влада К. Богоева |
|       | Благоје Попов       | 1974            | 1982          | Савез комуниста Југославије | I и II влада Б. Попова       |
|       | Драгољуб Ставрев    | 1982            | 1986          | Савез комуниста Југославије | Влада Д. Ставрева            |
|       | Глигорије Гоговски  | 1986            | 1991          | Савез комуниста Југославије | Влада Г. Гоговског           |

## ПредседникВладе Северне Македоније(1991—данас)
| Слика                  | Председник владе                      | Трајање мандата — Изборни мандати | Трајање мандата — Изборни мандати | Странка             | Напомена                                             |
| ---------------------- | ------------------------------------- | --------------------------------- | --------------------------------- | ------------------- | ---------------------------------------------------- |
|                        | Никола Кљусев                         | 20. март 1991.                    | 17. август 1992.                  | нестраначка личност | Влада Н. Кљусева (собрање изгласало неповерење)      |
| 1990                   | Никола Кљусев                         |                                   |                                   | нестраначка личност | Влада Н. Кљусева (собрање изгласало неповерење)      |
|                        | Бранко Црвенковски                    | 17. август 1992.                  | 30. новембар 1998.                | СДСМ.               | I и II влада Б. Црвенковског                         |
| 1994                   | Бранко Црвенковски                    |                                   |                                   | СДСМ.               | I и II влада Б. Црвенковског                         |
|                        | Љупчо Георгиевски                     | 30. новембар 1998.                | 1. новембар 2002.                 | ВМРО-ДПМНЕ          | Влада Љ. Георгиевског                                |
| 1998                   | Љупчо Георгиевски                     |                                   |                                   | ВМРО-ДПМНЕ          | Влада Љ. Георгиевског                                |
|                        | Бранко Црвенковски                    | 1. новембар 2002.                 | 12. мај 2004.                     | СДСМ                | III влада Б. Црвенковског (изабран за председника)   |
| 2002                   | Бранко Црвенковски                    |                                   |                                   | СДСМ                | III влада Б. Црвенковског (изабран за председника)   |
|                        | Радмила Шекеринска (вршилац дужности) | 12. мај 2004.                     | 2. јун 2004.                      | СДСМ                | III влада Б. Црвенковског (изабран за председника)   |
| —                      | Радмила Шекеринска (вршилац дужности) |                                   |                                   | СДСМ                | III влада Б. Црвенковског (изабран за председника)   |
|                        | Хари Костов                           | 2. јун 2004.                      | 18. новембар 2004.                | нестраначка личност | Влада Х. Костова (објавио оставку)                   |
| —                      | Хари Костов                           |                                   |                                   | нестраначка личност | Влада Х. Костова (објавио оставку)                   |
|                        | Радмила Шекеринска (вршилац дужности) | 18. новембар 2004.                | 17. децембар 2004.                | СДСМ                | Влада Х. Костова (објавио оставку)                   |
| —                      | Радмила Шекеринска (вршилац дужности) |                                   |                                   | СДСМ                | Влада Х. Костова (објавио оставку)                   |
|                        | Владо Бучковски                       | 17. децембар 2004.                | 28. јул 2006.                     | СДСМ                | Влада В. Бучковског                                  |
| —                      | Владо Бучковски                       |                                   |                                   | СДСМ                | Влада В. Бучковског                                  |
|                        | Никола Груевски                       | 28. јул 2006.                     | 18. јануар 2016.                  | ВМРО-ДПМНЕ          | I, II, III и IV влада Н. Груевског                   |
| 2006, 2008, 2011, 2014 | Никола Груевски                       |                                   |                                   | ВМРО-ДПМНЕ          | I, II, III и IV влада Н. Груевског                   |
|                        | Емил Димитриев                        | 18. јануар 2016.                  | 31. мај 2017.                     | ВМРО-ДПМНЕ          | I и II влада Е. Димитриева (прелазне техничке владе) |
| —                      | Емил Димитриев                        |                                   |                                   | ВМРО-ДПМНЕ          | I и II влада Е. Димитриева (прелазне техничке владе) |
|                        | Зоран Заев                            | 31. мај 2017.                     | 3. јануар 2020.                   | СДСМ                | I влада З. Заева                                     |
| 2016                   | Зоран Заев                            |                                   |                                   | СДСМ                | I влада З. Заева                                     |
|                        | Оливер Спасовски                      | 3. јануар 2020.                   | 30. август 2020.                  | СДСМ                | Влада О. Спасовског (прелазна техничка влада)        |
| —                      | Оливер Спасовски                      |                                   |                                   | СДСМ                | Влада О. Спасовског (прелазна техничка влада)        |
|                        | Зоран Заев                            | 30. август 2020.                  | 22. децембар 2021.                | СДСМ                | II влада З. Заева (објавио оставку)                  |
| 2020                   | Зоран Заев                            |                                   |                                   | СДСМ                | II влада З. Заева (објавио оставку)                  |
|                        | Димитар Ковачевски                    | 27. децембар 2021.                | 25. јануар 2024.                  | СДСМ                | II влада З. Заева                                    |
| —                      | Димитар Ковачевски                    |                                   |                                   | СДСМ                | II влада З. Заева                                    |
|                        | Талат Џафери                          | 25. јануар 2024.                  | 23. јун 2024.                     | ДУИ                 | Влада Т. Џаферија (прелазна техничка влада)          |
| —                      | Талат Џафери                          |                                   |                                   | ДУИ                 | Влада Т. Џаферија (прелазна техничка влада)          |
|                        | Христијан Мицкоски                    | 23. јун 2024.                     | Тренутно                          | ВМРО-ДПМНЕ          | Влада Х. Мицкоског                                   |
| 2024                   | Христијан Мицкоски                    |                                   |                                   | ВМРО-ДПМНЕ          | Влада Х. Мицкоског                                   |